# Мокри приказки
„Мокри приказки“ е български 6-сериен телевизионен игрален филм от 1979 година по сценарий и режисура на Мария Василева. Оператор е Стойко Апостолов. Музиката във филма е на композитора Петър Ступел. Художник е Димитър Несторов.
Трети филм от тв сериала „Бате Дечко и Марийчето“ .

## Серии
- 1. серия – „Летовниците“ – 14 минути
- 2. серия – „Последни новини“ – 13 минути
- 3. серия – „Предаване от чужда планета“ – 14 минути
- 4. серия – „Рожден ден“ – 15 минути
- 5. серия – „Обърканата приказка“ – 14 минути
- 6. серия – „Съкровището“ – 16 минути [2].

## Актьорски състав
| Роля                    | Изпълнител       |
| ----------------------- | ---------------- |
| бате Дечко/ морския цар | Никола Анастасов |
| Марийчето/ русалката    | Мария Николаева  |